# 江西區 (首爾特別市)
江西區（：／ Gangseo gu */?）是大韓民國首都首爾特別市的一個區。

## 行政區分

行政區劃圖

- 鉢山洞 (발산동)
- 傍花洞 (방화동)
- 開花洞 (개화동)
- 登村洞 (등촌동)
- 加陽洞 (가양동)
- 麻谷洞 (마곡동)
- 空港洞 (공항동)
- 果海洞 (과해동)
- 五谷洞 (오곡동)
- 五釗洞 (오쇠동)
- 禾谷洞 (화곡동)
- 鹽倉洞 (염창동)

## 交通

### 航空
金浦國際機場位於江西區。

### 鐵路
首爾交通公社
●首爾地鐵2號線新亭支線：喜鵲山站
●首都圈電鐵5號線：傍花站 - 開花山站 - 金浦机场站 - 松亭站 - 麻谷站 - 鉢山站 - 雨裝山站 - 禾谷站 - 喜鵲山站
首尔市地铁9号线
●首爾地鐵9號線：開花站 - 金浦机场站 - 機場市場站 - 新傍花站 - 麻谷渡口站 - 陽川鄉校站 - 加陽站 - 曾米站 - 登村站 - 鹽倉站
機場鐵道
●仁川國際機場鐵道：金浦机场站 - 麻谷渡口站
金浦金色線運營股份有限公司
●金浦都市鐵道：金浦机场站

### 高速公路
仁川國際機場高速公路